# Duarte Costa (Politiker)
Duarte Costa (* 22. Juni 1988) ist ein portugiesischer Politiker und gemeinsam mit Ana Carvalho Co-Vorsitzender der Partei Volt Portugal sowie Klimaexperte. Costa ist Spitzenkandidat seiner Partei für die Europawahl 2024.

## Werdegang
Duarte Costa wurde 1988 in Lissabon geboren und studierte von 2006 bis 2009 Geographie an der Universität Lissabon. An der University of Sussex schloss Costa sein Studium mit einem Master in Klimawandel und Politik ab. Aus der Überzeugung heraus, dass Wissenschaft einen stärkeren Einfluss auf politische Entscheidungen haben sollte und sich viele Probleme wie die Klimakrise, die humanitären Probleme an den EU-Grenze nur gemeinsam in Europa lösbar sind, schloss er sich der Partei Volt an. Bei den portugiesischen Parlamentswahlen 2022 war Costa Spitzenkandidat für den Wahlkreis Europa. Im Juni 2022 wurde Costa gemeinsam mit Ana Carvalho zum Co-Vorsitzenden von Volt Portugal gewählt. Bei der Listenwahl für die Europawahl 2024 wurde er gemeinsam mit Rhia Lopes als Spitzenkandidaten der Liste aufgestellt. Im April 2024 wurde Costa als Teil der transnationalen Liste von Volt Europa für die Europawahl 2024 gewählt.

## Politische Positionen

### Verkehrspolitik
Costa sprach sich wiederholt dafür aus, ÖPNV und nachhaltige Verkehrsinfrastruktur schneller auszubauen, um die Klimaschutzbemühungen Portugals zu unterstützen. So sprach er sich dafür aus, die Treibstoffrabatte zu Beginn des Ukraine-Kriegs auf sozial schwache Gruppen zu beschränken, um mit den so frei werdenden Finanzmitteln den Ausbau kohlenstoffneutraler Mobilitätssysteme zu unterstützen. Costa will das Schienennetz deutlich ausbauen und Portugal mit Hochgeschwindigkeitsstrecken der Eisenbahn stärker mit Spanien und dem Rest Europas verbinden. Bei der Stadtplanung soll die Verbindung mit öffentlichem Verkehr von Anfang an mitgedacht werden und beim Wohnungsbau nach dem Vorbild Wien auf diesen ausgerichtet werden.

### Klimaschutz
Um mit den Erfordernissen des IPCC-Berichts für Klimaschutz übereinzustimmen, fordert Costa ehrgeizigere Maßnahmen ein und sprach sich dafür aus, dass die EU eine Kohlenstoffneutralität bis 2040 anstelle von 2050 anstrebt und die Emissionen bis 2030 um 80 % und nicht wie vorhergesagt um 55 % senkt. Städteplanung soll außerdem an die sich durch den Klimawandel veränderten Bedingungen mit zunehmenden Hitzewellen und Waldbränden angepasst werden und die Energieeffizienz von Häusern erhöht werden. Dazu sollen klimafreundlichere Mobilitätsformen gefördert werden.

### Gleichberechtigung und LGBTQ-Rechte
Duarte Costa sprach sich wiederholt gegen Rassismus, Homophobie, Frauenfeindlichkeit und Transphobie aus und nimmt regelmäßig an CSDs teil.

### Europapolitik
Mit der Einführung transnationaler Listen bei Europawahlen will Costa die europäische Demokratie vertiefen und die Bürger näher an die EU heranführen.
Um die EU handlungsfähiger zu machen, sprach sich Costa außerdem für die Abschaffung des Vetorechts im Europäischen Rat aus und schlägt stattdessen eine Entscheidungsfindung mit qualifizierter Mehrheit vor. Perspektivisch solle die Europäische Union eine parlamentarische Demokratie mit durch das EU-Parlament gewählter Regierung werden.